# Guabamima pimenteli
Guabamima pimenteli is een rechtvleugelig insect uit de familie krekels (Gryllidae). De wetenschappelijke naam van deze soort is voor het eerst geldig gepubliceerd in 2010 door Mews & Szinwelski.